# بيتي سميث
بيتي سميث (بالإنجليزية: Betty Smith)‏ (الاسم عند الولادة: إليزابيث ليليان وهنر) (ديسمبر 15, 1896 - يناير 17, 1972) هي كاتبة أمريكية

## روابط خارجية
- بيتي سميث على موقع IMDb (الإنجليزية)
- بيتي سميث على موقع أول موفي (الإنجليزية)
- بيتي سميث على موقع قاعدة بيانات برودواي على الإنترنت (الإنجليزية)
- بيتي سميث على موقع قاعدة بيانات الأفلام السويدية (السويدية)
- بيتي سميث على موقع إن إن دي بي (الإنجليزية)
- بيتي سميث على موقع قاعدة بيانات الفيلم (الإنجليزية)